# Janus Ooms
Jan Jacob Karel ("Janus") Ooms (Amsterdam, 15 augustus 1866 – Amsterdam, 6 november 1924) was een Nederlands roeier.
In 1891 won hij, als eerste buitenlander ooit, het Franse kampioenschap in de skiff.
Hij behaalde de prestatie waardoor hij in de Nederlandse sportgeschiedenis voortleeft in 1892. In de skiff won hij toen, als eerste niet-Brit in de geschiedenis, de Diamond Sculls in Henley, het officieuze wereldkampioenschap. Deze prestatie werd destijds groots gevierd. Bij zijn terugkomst in zijn woonplaats Amsterdam waren duizenden mensen op de been. Ooms werd, net als de eerste Nederlandse olympische kampioenen François Brandt en Roelof Klein, getraind door Rudolf Meurer.
Naar aanleiding van zijn triomf schonken de gezamenlijke Nederlandse roeiverenigingen (de KNRB werd pas in 1917 opgericht) Ooms een gouden miniatuur in de vorm van een roeiriem. In 1921 won een andere Nederlandse skiffeur, Frits Eijken, ook de Diamond Sculls door onder andere de beroemde Brit Jack Beresford te verslaan. Daarna schonk Ooms de "Gouden Riem" aan Eijken. Daarbij sprak hij de hoop uit dat de trofee opnieuw zou worden doorgegeven aan een skiffeur die een uitzonderlijke prestatie had behaald. 
Sindsdien is de Gouden Riem vijfmaal van drager veranderd. In 1929 ging hij naar Bert Gunther, in 1968 naar Jan Wienese, in 1989 naar Frans Göbel en in 2006 naar Marit van Eupen. Van Eupen gaf de riem in 2024 door aan Karolien Florijn. Sinds 1989 is de Riem eigendom van een stichting. 